# Gyorskorcsolya

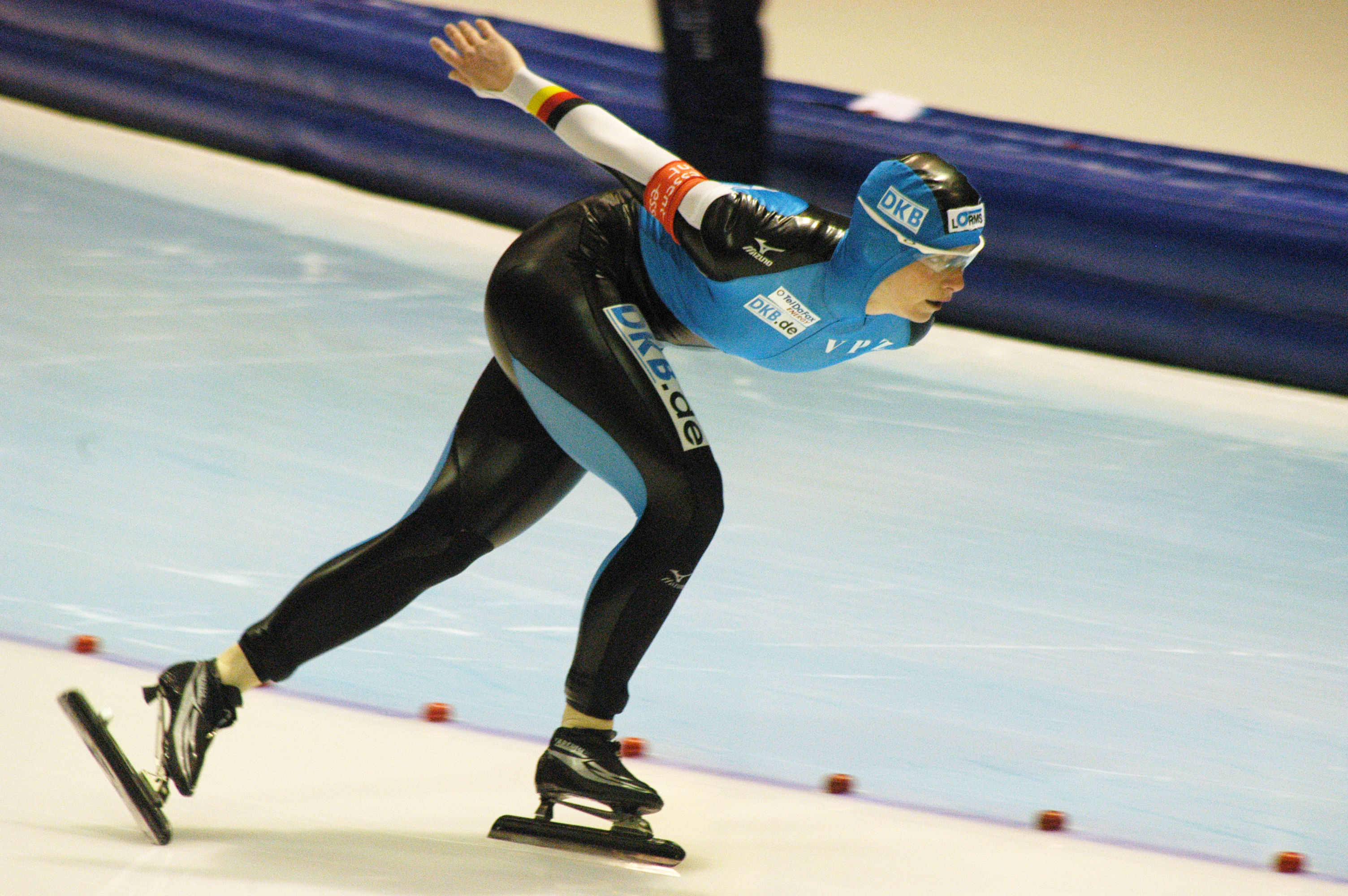
Monique Angermüller német versenyző egy 2008-as versenyen, Heerenveenben

A gyorskorcsolyázás téli sport, amely Hollandiában született meg. Olimpiai sportág, melyet ma már főleg fedett jégpályán, jellemzően páros verseny formájában bonyolítanak le – 500 és 10 000 méter közötti távokon. A sportág önállósult változata a rövidpályás gyorskorcsolya, nem jégen űzött változata a görkorcsolya. A gyorskorcsolyázásnak magyar világbajnoka is van: Pajor Kornél, aki 1949-ben, Oslóban nyert. A nőknél Hunyady Emese olimpiai és világbajnok is volt, osztrák színekben.

## Története

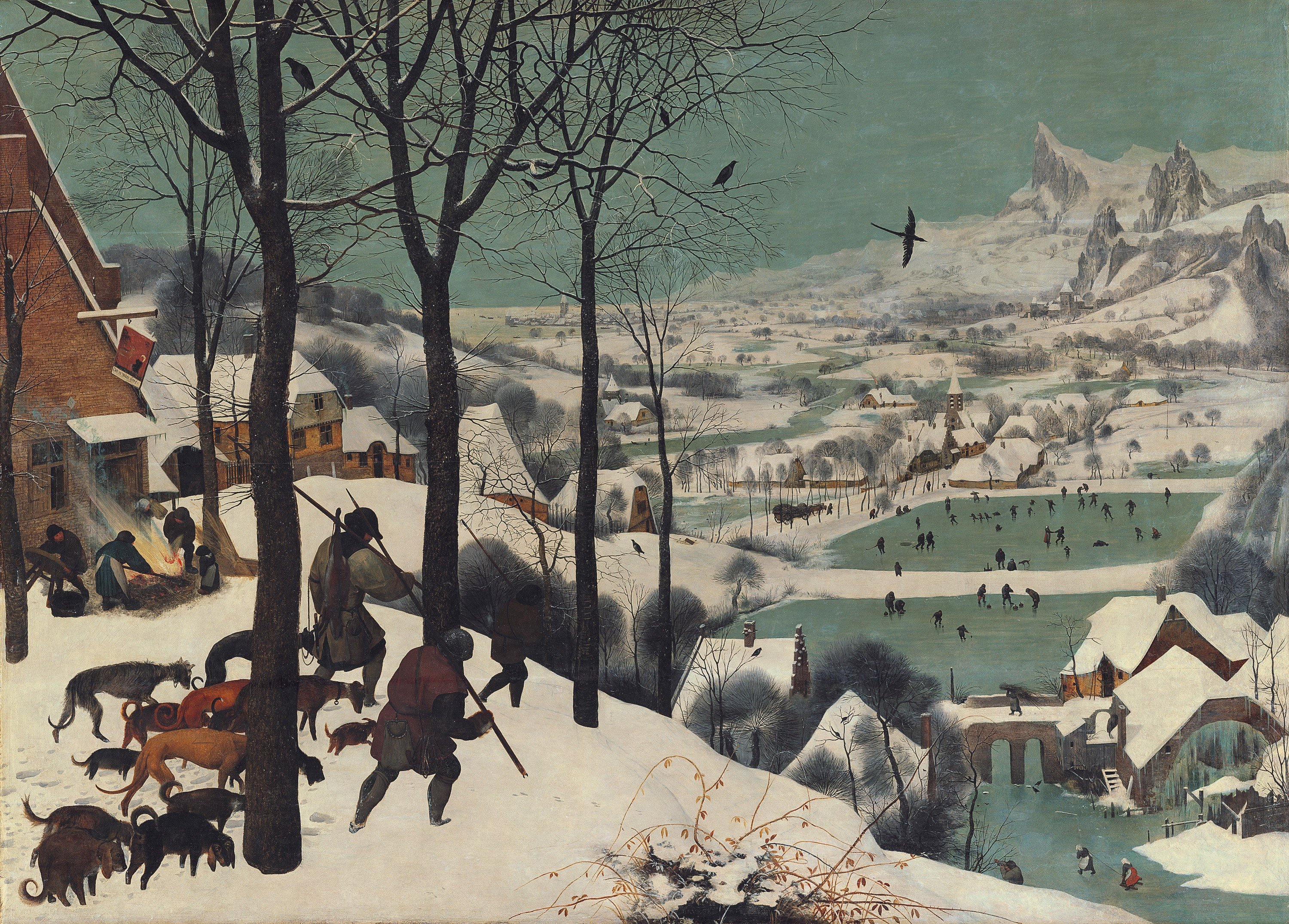
Vadászok a hóban, a távolban korcsolyázók (is). Id. Pieter Bruegel festménye

A gyorskorcsolyázás Hollandiában született meg a 17. században. Id. Pieter Bruegel egyik festményén korcsolyázókat is megörökít a távolban. A hollandok a télen befagyott vizeken eleinte csontkorcsolyákon csúszkáltak, és 1676-ban már versenyt is rendeztek a befagyott csatornákon. Az első modern gyorskorcsolya versenyt 1863-ban Norvégiában rendezték, a táv 1500 méter volt. Az első korszerű, vékony acélpengével rendelkező korcsolyát a norvég Paulsen tervezte 1880-ban. A sportág irányító szervezete a Nemzetközi Korcsolyázó Unió (International Skating Union, ISU) 1892-ben alakult meg, a Pesti Korcsolyázó Egylet is az alapítók között volt.
Az első négytávú összetett világbajnokságot 1891-ben rendezték meg Amszterdamban 0,5 + 2 + 1 + 5 mérföldes távokon, az első világbajnok Joe Donoghue amerikai versenyző volt. A nők számára az első összetett világbajnokságot 1933-ban, Oslóban rendezték 1000 + 500 + 1500 méteren, a vb-t Liselotte Landbeck osztrák hölgy nyerte. 1970 óta sprintvilágbajnokságokat is szerveznek. Ennek az eredményét a férfiaknál és a nőknél is 500 + 1000 + 500 + 1000 méteres távok összetett időeredménye alapján állapítják meg. Az első világbajnokok Valerij Muratov és Ljudmila Tyitova voltak, mindketten szovjet korcsolyázók. 1996 óta megrendezik a távonkénti világbajnokságot is, melyeken a férfiak 500, 1000, 1500, 5000 és 10 000 méteres távokon, a nők 500, 1000, 1500, 3000 és 5000 méteren versenyeznek. E vb keretein belül rendezik meg 2005 óta a látványos csapat üldözőversenyt is, háromfős csapatok részvételével.
A gyorskorcsolya – a férfi szakág révén – 1924-től olimpiai sportág. Az első, Chamonix-ban rendezett olimpián 500, 1500, 5000 és 10 000 méteres távokon rendeztek versenyeket, de a négytávú összetettben is győztest hirdettek. A mai játékok műsora kiegészült még az 1000 méteres távval és a csapat üldözőversennyel. A nők 1960-ban kapcsolódtak be az olimpiai küzdelmekbe 500, 1000, 1500 és 3000 méteren, majd 1988-ban beiktatták az 5000 métert, 2006-ban pedig a csapat üldözőversenyt is.
Magyarországról gyorskorcsolyázókat – az ő kifejezésével „csuszkondósokat” – először minden bizonnyal Szepsi Csombor Márton látott, aki vándordiákként 1620-ban járt Németalföldön. Erről így számolt be: „…felköti a csontból vagy fából csinált csuszkondót. … csak lábaiknak mesterségesen való félretaszítása által, felhányása és mozgatása által az egész nép szeme láttára elindulnak, és oly sebességgel mennek, hogy ég alatt nincs oly ló, ki velek elérkeznék.” De Magyarországon is már viszonylag hamar csuszkondóztak, például Szilágyi Sámuel debreceni tanár az 1700-as években a befagyott Hortobágy folyón csúszkált, sőt a leírások szerint száguldozott. Herman Ottó is beszámolt a hazai korcsolyázásról egyik írásában.
A későbbiekben Magyarországon először a Pesti Korcsolyázó Egylet alakult meg 1869. december 2-án. Az első hivatalos hazai versenyt 1871. december 17-én rendezték, ma már kissé különösnek tűnő összeállításban: az urak egy gyorsasági és egy „ugrató” számban mérették meg magukat, míg a hölgyek a korcsolyázás „művészetében” szerzett tudásukat mutatták be. Az első valódi gyorskorcsolyázó magyar bajnokságot 1900-ban rendezték meg, ahol Péczely Andor győzött. A Magyar Országos Korcsolyázó Szövetség végül 1908. december 27-én alakult meg, nyolc egyesület részvételével. A magyar gyorskorcsolyázás legkiemelkedőbb versenyzője Pajor Kornél volt, aki sikeres nemzetközi szereplések után az 1949-es, Oslóban megrendezett világbajnokságon vb-címet nyert. Rendkívül sikeres versenyző volt Hunyady Emese, aki azonban világbajnoki (összetett, 1500 m) és olimpiai bajnoki (1500 m) címeit osztrák színekben szerezte meg.

## A versenyek

Szabványos gyorskorcsolyapálya rajza

Hivatalos és nemzetközi versenyeket manapság már szinte kizárólag 400 méter hosszú és fedett műjeges oválpályákon rendeznek (de szabályos a 333 1/3 méter hosszú és a nyitott pálya is). Olimpiákat csak 400 méteres fedett pályákon rendezhetnek. A tükörsima jégpálya versenysávján két, legalább 4 méter széles sávot helyeznek el. Az egyeneseket 180 fokos, belső részén 25–26 méter sugarú ívek, kanyarok kötik össze. A sávokat festett vonallal, az ívekben műanyag bójákkal is kijelölik, melyeket az új szabályok értelmében tilos ellökni a versenyzőknek. A versenyzők párban versenyeznek úgy, hogy minden kör után, az ún. váltóegyenesben sávot cserélnek (így egyenlítik ki a külső és belső ívek általi eltérő távokat), így minden körben mindenki egy külső és egy belső kanyarívet tesz meg, azaz pontosan 400 métert. Ha a pályát váltó korcsolyázók egy vonalba kerülnek, mindig a kívülről jövőnek van előnye. A rajt- és célvonalak a távoknak megfelelően elcsúszva helyezkednek el. A versenyzőpárokat sorsolással alakítják ki. Ily módon a versenyzők tulajdonképpen nem a párjuk ellen versenyeznek, hanem az órával küzdenek: az győz, aki az összes versenyző között a legjobb időeredményt éri el. A csapat üldözőversenyen a részt vevő csapatok a pálya két egymással szembeni oldaláról indulnak (hasonlóan a pálya-kerékpározás 4000 méteres csapat üldözőversenyéhez), a beérkezésnél a hátsó ember eredménye számít. Időt manapság automatikusan mérik (század másodperces pontossággal és az egyes körök idejét is mérve), de több versenyen – a biztonság kedvéért – párhuzamosan kézi időmérést is alkalmaznak.
Az ISU szabálykönyve a nemzetközi versenyek számára megkülönböztet rövid (100, 500, 1000 és 1500 méter) és hosszú távokat (3000, 5000 és 10 000 méter), de az üldözőversenyeken ettől eltérhetnek. Az egyes versenyeken elinduló versenyzők maximális számát az ISU korlátozza.
A gyorskorcsolya-világbajnokságok távjai:
- A négytávú összetett világbajnokságokon a nők 500, 3000, 1500 és 5000 méteres, a férfiak 500, 5000, 1500 és 10 000 méteres távokon versenyeznek (a feltüntetett sorrendben). A versenyek két- vagy háromnaposak. Az Európa-bajnokságokon hasonló a helyzet.
- A sprintvilágbajnokságok távjai mind a nők, mind a férfiak számára 500 és 1000 méter úgy, hogy mindkét távot kétszer futják le 500, 1000, 500, 1000 méter sorrendben. A versenyek kétnaposak.
- A távonkénti világbajnokságot a nők számára 500, 1000, 1500, 3000 és 5000 méteres távokon rendezik meg, a háromfős nemzeti csapatok számára kiírt csapat üldözőversenyen pedig legalább hat kört kell megtenni. A férfiak 500, 1000, 1500, 5000 és 10 000 méteren versenyeznek, az üldözőversenyen pedig legalább nyolc kört teljesítenek. Az 500 méteres távot mind a nők, mind a férfiak kétszer teljesítik, s ezek összesített ideje adja a végeredményt. A távonkénti világbajnokságok négynaposak.

A téli olimpiai játékokon csak távonkénti és csapat üldözőversenyeket rendeznek. A távok:
- A nők számára 500, 1000, 1500, 3000 és 5000 méter (az 500 métert kétszer teljesítik).
- A férfiak számára 500, 1000, 1500, 5000 és 10 000 méter (az 500 métert ők is kétszer teljesítik).
- A háromfős női nemzeti csapatok a csapat üldözőversenyen legalább hat kört, a férfiak legalább nyolc kört teljesítenek.
- A játékokon az egyes versenyszámokat a következő sorrendben bonyolítják le: férfi 5000 méter, női 3000 méter, férfi 500 méter, női 500 méter, férfi 1000 méter, női 1000 méter, férfi 1500 méter, női 1500 méter, férfi 10 000 méter, női 5000 méter. A csapat üldözőversenyeket az egyéni versenyek után rendezik meg.

Az ISU ezeken felül megrendezi a versenyzők számára a gyorskorcsolyázó Világkupát is, amely egy nemzetközi versenysorozat. A versenyzők elért eredményeik alapján pontokat kapnak, és az idény végére a távonként legtöbb ponttal rendelkező női és férfi korcsolyázó nyeri el a világkupát.
A gyorskorcsolyázásban rendeznek hosszútávú, maratoni versenyeket is. Ilyenkor természetesen több versenyző indul egyszerre, és ezeken a versenyeken megengedett bizonyos fizikai kontaktus is a versenyzők között. Hollandiában – amikor az időjárás megengedi – rendeznek népszerű maratoni versenyeket a befagyott csatornák jegén is, ilyen például az 1909 óta megrendezett, közel 200 kilométeres Elfstedentocht, ahol a résztvevők száma elérheti a 15 000 főt is.

## A felszerelés
A korszerű, versenyzők számára tervezett cipők műanyagból, szén- és üvegszálas anyagokból készülnek. Kérgük alacsony, boka alatti. Belsejük finom anyaggal borított, hogy biztosítsák esetleg a zokni nélküli tökéletes illeszkedést. Formájukat a versenyzők lábához alakítják, „lábra öntik”. A korcsolyák hossza elérheti az 50 centimétert is, csúszó részük acél, egyéb részeik könnyű, de kellő szilárdságot adó más anyag, pl. dúralumínium. A korszerű korcsolyák első és hátsó része is el tud emelkedni a cipőtől úgy, hogy a korcsolya a láb mozdulatától függően is minél tovább a jégen maradhasson, hogy minél hatékonyabb sikerüljön az energia átvitele és a lehető legnagyobb sebesség elérése. A versenyzők sima, testhez simuló kezeslábast viselnek, a fejükre is csuklyát húznak – mindezt a légellenállás csökkentése érdekében. A ruha anyaga műszálas anyagból készül, puha, rugalmas, és a korcsolyával való vágással szemben ellenállónak kell lennie. Mindemellett hő- és izzadságvédelemmel is kell rendelkeznie. A felszerelésekkel szemben állított részletes követelményrendszert az ISU írja elő.